# The Parlotones
The Parlotones sono un gruppo musicale sudafricano, fondato a Johannesburg, nel 1998. Sono noti per le sperimentazioni sonore e per le strutture particolari delle canzoni, nelle quali sovente incorporano declinazioni musicali suggestive, come il doo-wop o il sound tipico del folk, e per il trucco facciale, usato dal frontman Kahn Morbee.

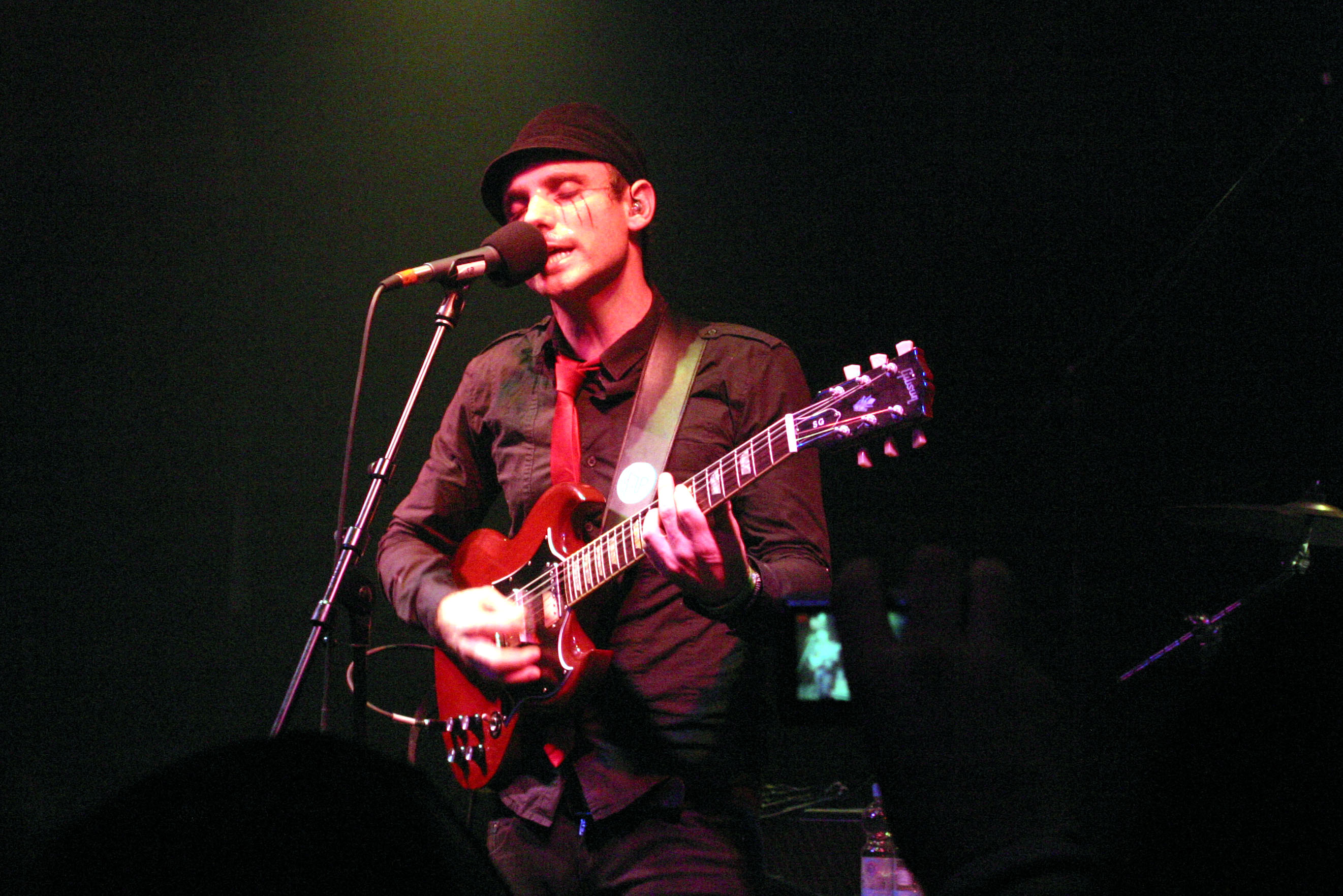
Kahn Morbee (2010)

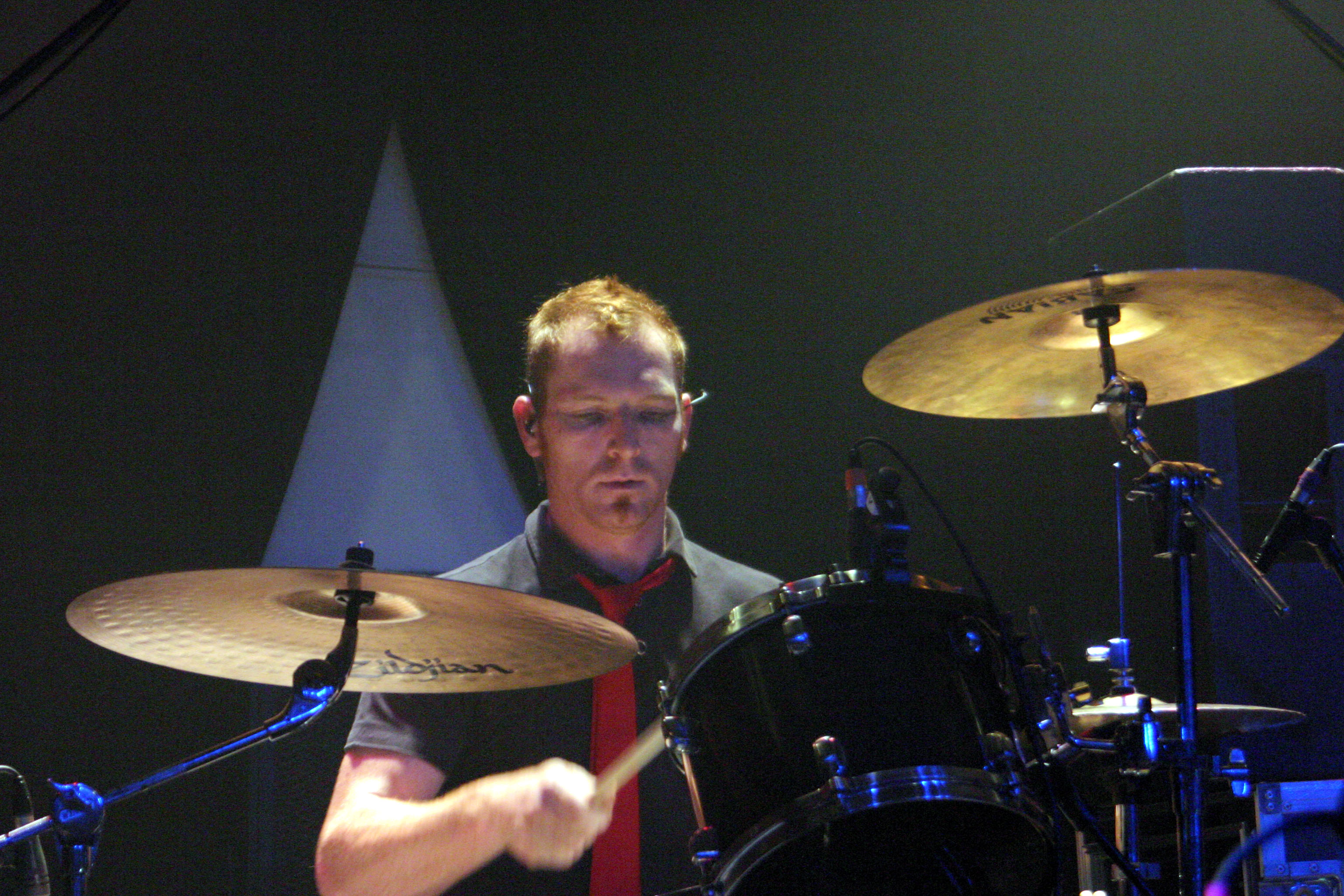
Neil Pauw (2010)

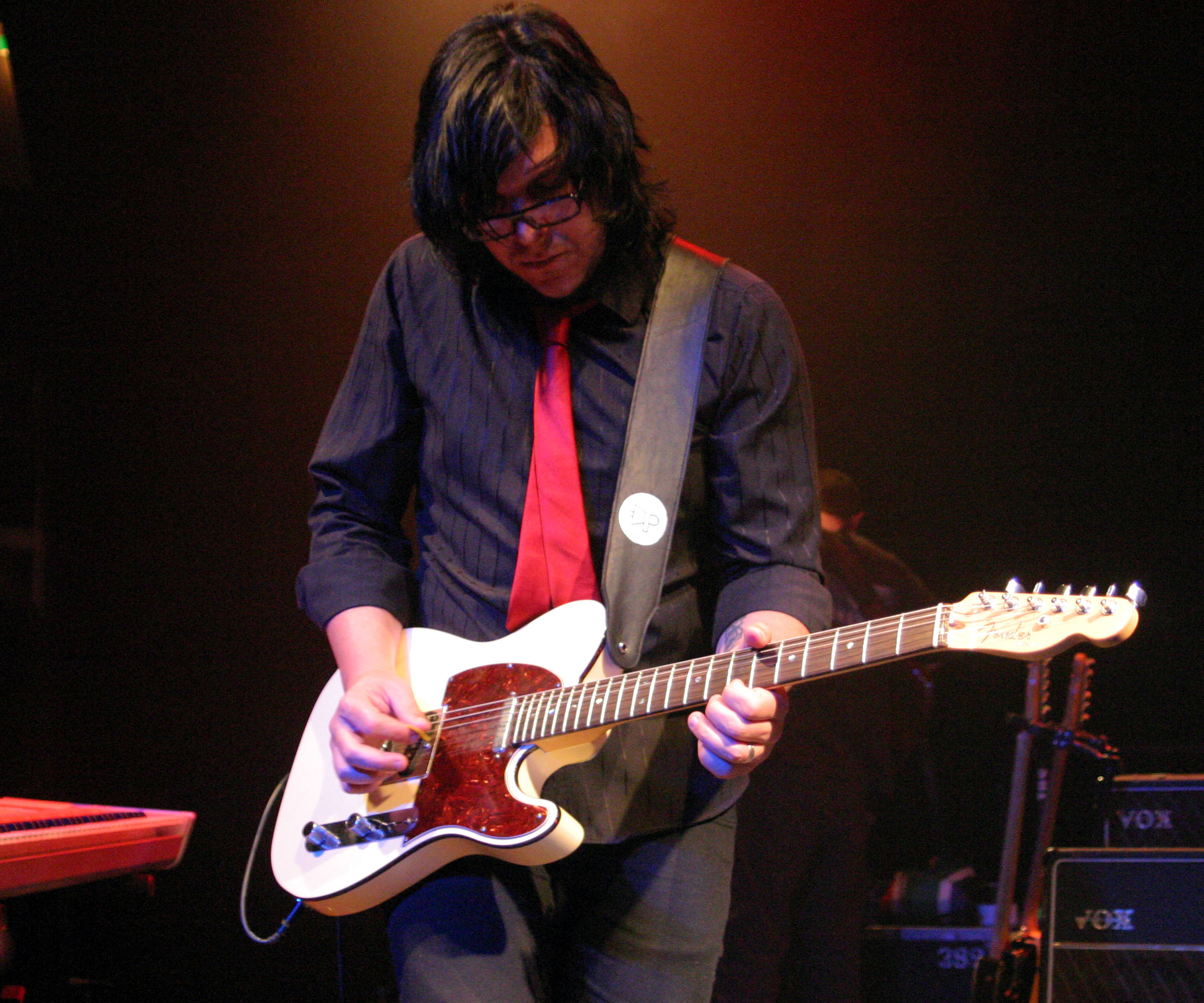
Paul Hodgson (2010)

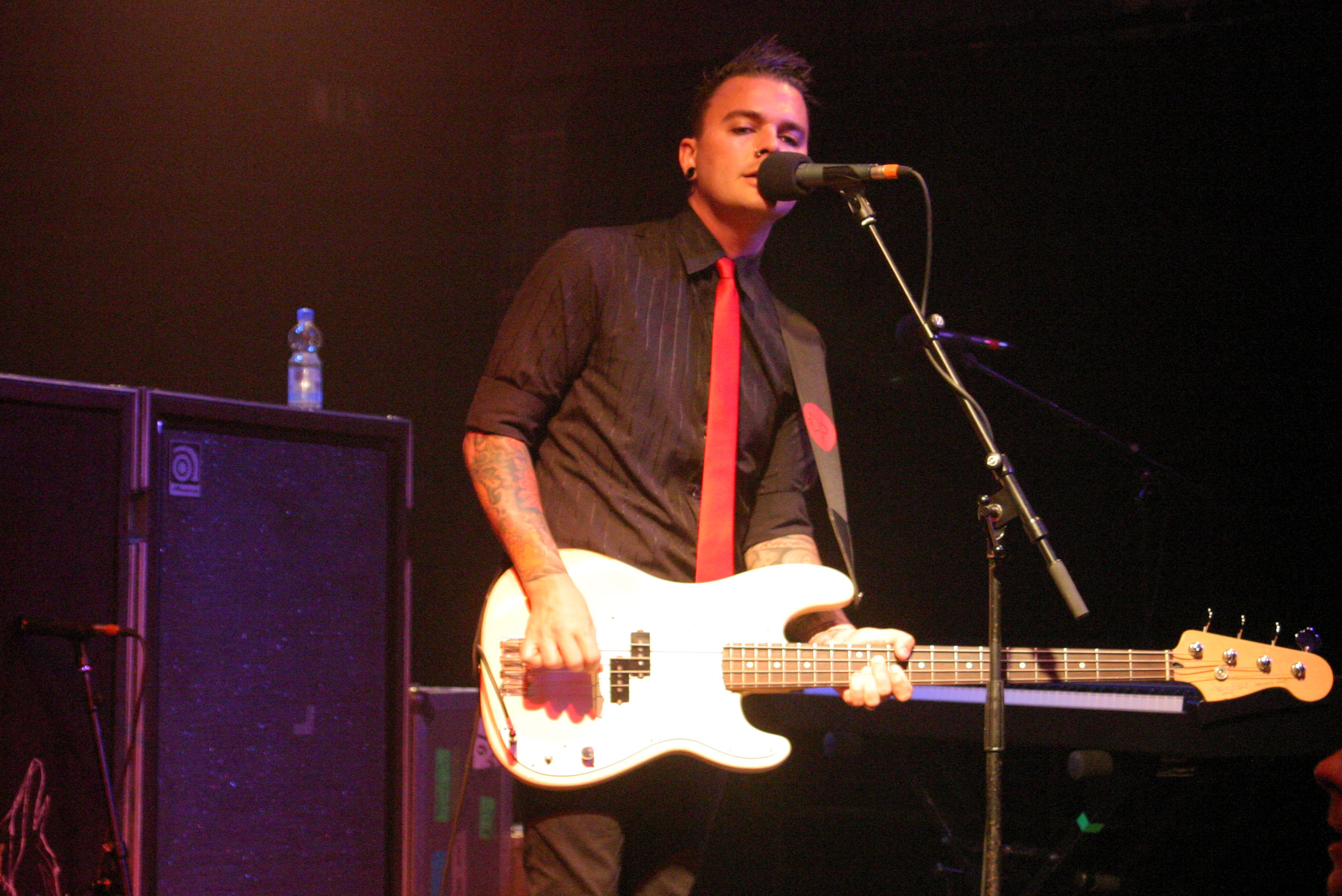
Glenn Hodgson (2010)

## Storia del gruppo
Il gruppo registra l'album di debutto, Episoda,  nel febbraio del 2002; ma è con il successivo  Radiocontrolledrobot, pubblicato nel 2005, che raggiungono il successo mainstream, vincendo, ai South African Music Awards, il premio Miglior Album Rock , che diventerà disco d'oro nel 2007.
L'album successivo, A World Next Door to Yours, commercializzato nel settembre del 2007, è stato, in Sudafrica, l'album rock campione di vendite del decennio.
Gran parte del successo della band deriva dallo stretto legame che ha allacciato con i media e dalle frequenti apparizioni pubbliche. I Parlotones sono stati, infatti, i portavoce di importanti eventi come il Live Earth e l'Earth Hour, insieme all'attivista Desmond Tutu, al Principe Carlo e a Rihanna. Hanno, inoltre, partecipato allo spettacolo di apertura dei Mondiali di calcio 2010, accanto ad artisti di fama mondiale come The Black Eyed Peas, Shakira e Alicia Keys.
La band ha messo in scena una rappresentazione teatrale originale, Dragonflies and Astronauts, che è stata trasmessa in 3D via DIRECTV e in 2D su Facebook: entrambe le trasmissioni hanno ottenuto un inaspettato successo negli Stati Uniti.
La canzone Rock Paper Scissors è stata inserita in un episodio della popolare serie tv americana One Tree Hill.
Nell'ottobre del 2011, hanno aperto i concerti del tour mondiale dei Coldplay, tenutisi a Città del Capo e a Johannesburg.

## Premi
- South African Music Awards 2006 — Migliore Rock Album
- You Magazine Awards 2007 — Migliore Band
- FHM Readers' Choice 2007
- MK Awards 2007 — Miglior video
- People's Choice Awards 2008 — Best Music Act
- Best Band Award — Caxton's "Best of JHB"
- Loerie Kraft Award 2008 (la prima volta che un video musicale vince al Loerie)
- MTV Africa 2008 — nomination Miglior Gruppo
- MTV Africa 2008 — nomination Migliore Categoria Alternative
- International Songwriting Competition (ISC) 2008 Music Video (primo posto) per "Overexposed"[4]
- International Songwriting Competition (ISC) 2008 Performance (secondo posto) per "Giant Mistake"[4]
- MK Awards 2009 — Miglior Video
- MK Awards 2009 — Migliore Animazione
- MK Awards 2009 — Migliore Serenata
- SAMA Awards 2009 — MTN Record of the year (nomination) per "I'll Be There"[5]
- SAMA Awards 2009 — Best Global Chart DVD (nomination) per Unplugged[5]
- SAMA Awards 2009 — Migliore Video Musicale dell'anno per "Overexposed"[6]
- SAMA Awards 2010 — Migliore Rock Album per Stardust Galaxies[7]
- SAMA Awards 2010 — Migliore video musicale per "Push Me to the Floor"[7]

## Europa, Asia & MTV
- La band ha commercializzato l'album Stardust Galaxies nel Regno Unito e in Europa nel mese di giugno 2010.
- Il singolo Life Design ha debuttato nel Regno Unito nell'aprile 2010.

## Altre attività
Il 16 settembre 2009, i Parlotones, insieme all'azienda Hands on Wine hanno immesso sul mercato un vino rosso, "Giant Mistake", che prende il nome dal singolo tratto dall'album A World Next Door to Yours. Il vino è una combinazione di Cabernet Sauvignon (54%), Shiraz (23%), Pinotage (12%), e Cabernet Franc (11%).
Nell'aprile 2010 è stato, invece, prodotto un vino bianco, "Push Me to the Floor", chiamato come il singolo tratto dall'album Stardust Galaxies. Il vino è una combinazione di Chenin blanc (60%), Gewürztraminer (15%), Chardonnay (20%,) e Viognier (5%).
Infine, il 5 ottobre 2010 è stata la volta di un rosé, "We Call This Dancing", dal nome di un altro singolo dell'album Stardust Galaxies. Il vino è una combinazione di Wellington Pinotage (55%), Wellington Shiraz (25%), e una miscela di 30 differenti vitigni provenienti dall'Upper Hemel-en-Aarde Valley, vicino Hermanus (20%).

## Membri
- Glenn Hodgson - basso, keyboard, cori
- Paul Hodgson - chitarra, keyboard
- Kahn Morbee - voce, chitarra ritmica[12]
- Neil Pauw - Batteria

## Discografia

### Album
- Episoda (2003)
- Radiocontrolledrobot (album)|Radiocontrolledrobot (2005)
- A World Next Door to Yours (2007)
- Unplugged (CD, and DVD Live at the Emperors Palace) (2008)
- Videocontrolledrobot (CD and DVD video compilation) (2008)
- Stardust Galaxies (2009)
- Live Design (Cd Live e compilation DVD video) (2010)
- Video's (compilation DVD video con il documentario Road to the Dome ) (2010)
- Eavesdropping on the Songs of Whales (Acoustic) (2011)
- Journey Through the Shadows (May, 8th 2012)[13]
- Stand Like Giants (Sovereign Entertainment, 2013)
- Antiques & Artefacts (Gallo, 2015)

### EP
- Superstars
- Borderline Patrol (album)|Borderline Patrol (2004)
- Dragonflies and Astronauts (2005)